# Adobe Version Cue
Version Cue — система управления версиями мультимедиа, разработанная компанией Adobe. Позволяет пользователям легко отслеживать и управлять метаданными файлов, сохраняется информация об истории файла, и вы можете увидеть новую версию файла среди относительно старых. Version Cue также автоматизирует процесс разработки документов группой авторов. Приложение входит в состав Adobe Creative Suite.